# カーネギー図書館

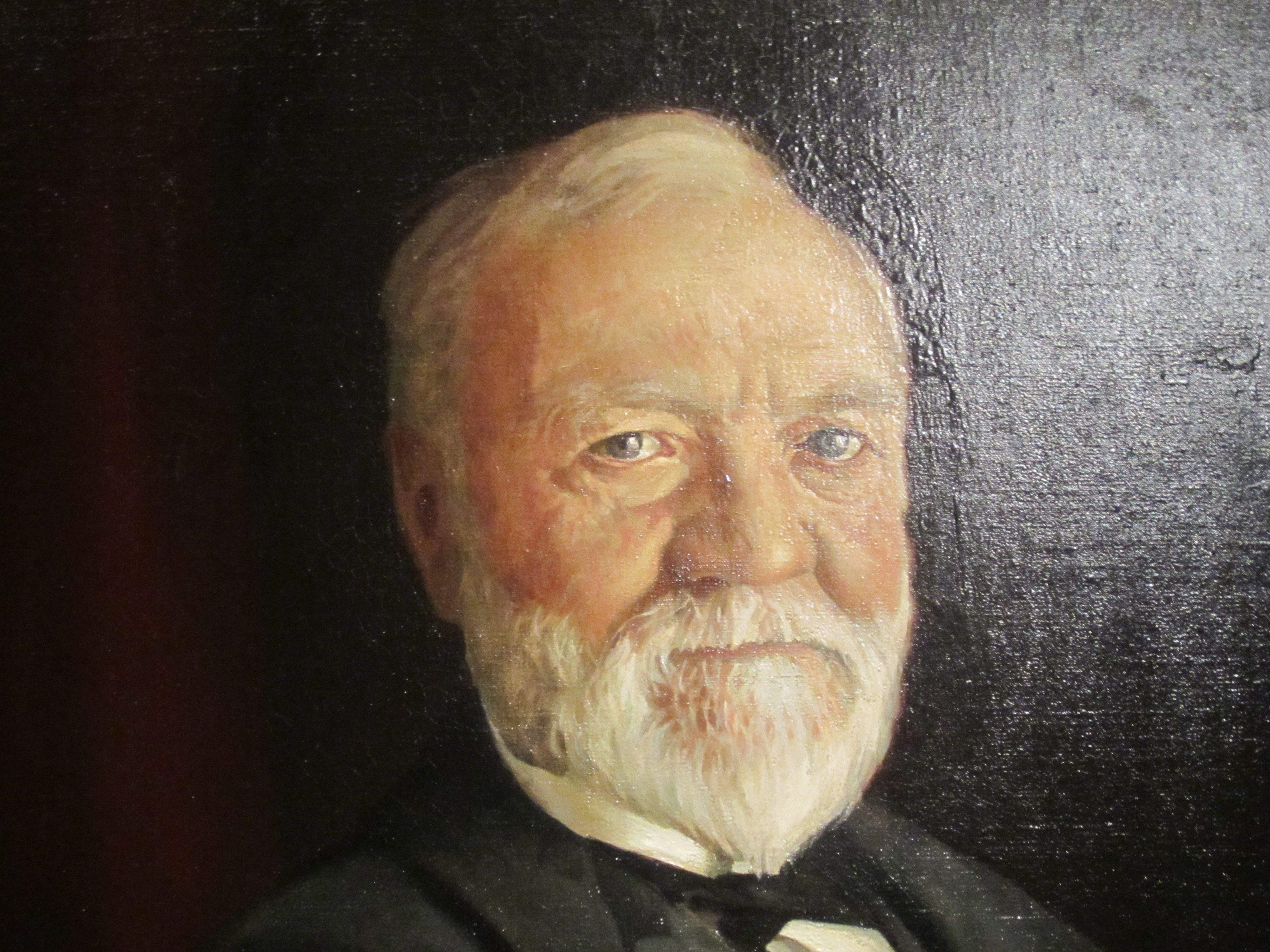
アンドリュー・カーネギーの肖像

カーネギー図書館（カーネギーとしょかん、英: Carnegie library）とは、スコットランド系アメリカ人実業家・博愛家のアンドリュー・カーネギーの寄付金で建てられた図書館の総称である。ニューヨーク・カーネギー財団の支援により、2,500を超えるカーネギー図書館が建てられ、その中には公共図書館システムや大学図書館システムに属するものも存在する。
1883年から1929年に資金援助を受けた2,509のカーネギー図書館のうち、1,689がアメリカ合衆国にあり、660がイギリスまたはアイルランドにあり、125がカナダに存在する。その他、オーストラリア、ニュージーランド、セルビア、西インド諸島、フィジーにも少数存在する。この寄付金の申請をした自治体の中で、寄付を拒否された自治体はほとんどない。1919年に最後の寄付金が下りた時点で、アメリカ合衆国には3,500の図書館があったが、その半分近くはカーネギーの寄付金で建てられたものであった。

## 歴史

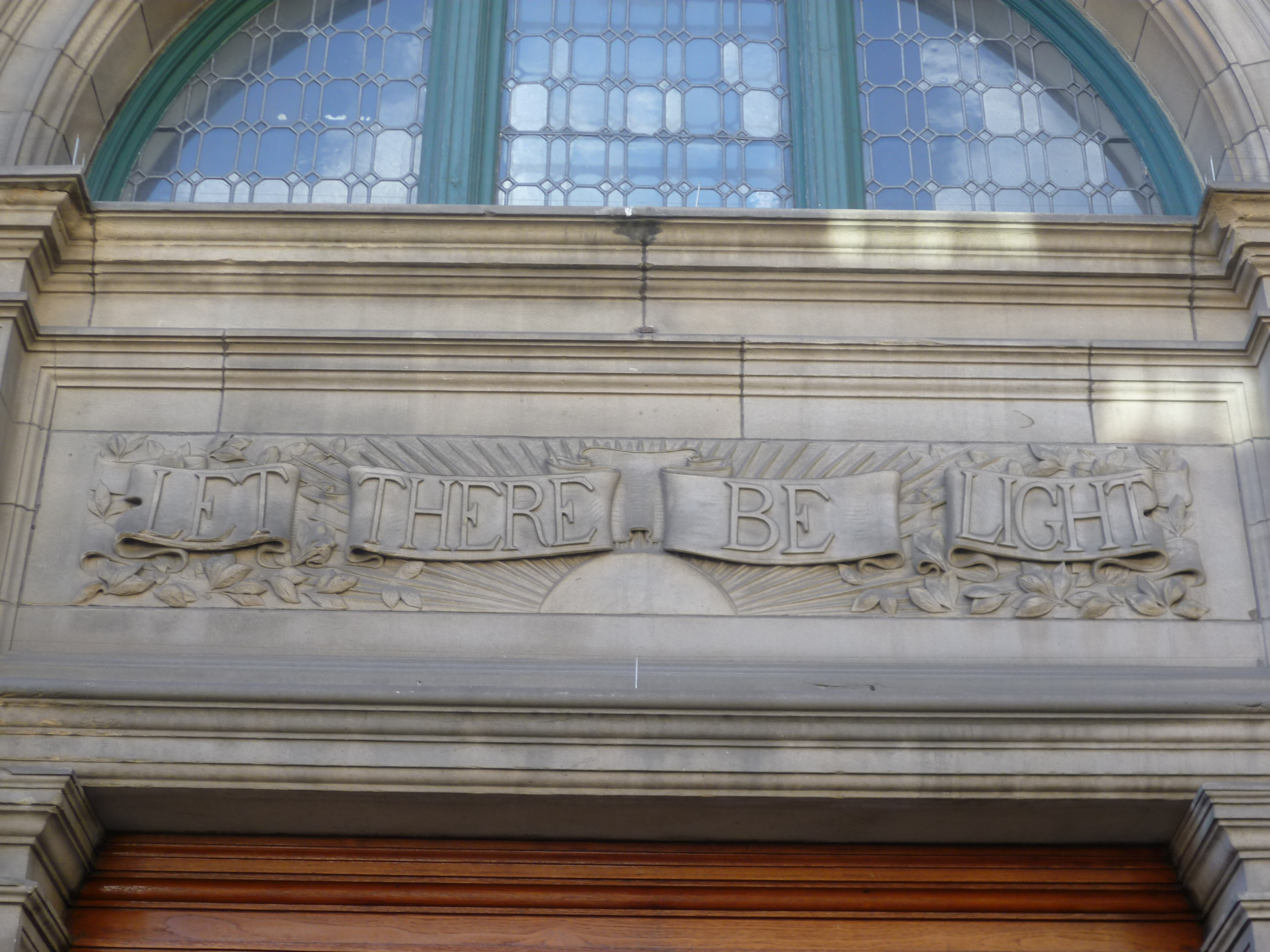
「光あれ」（Let there be light）

1883年に建造された最古のカーネギー図書館は、カーネギーの故郷であるスコットランドのダンファームリンにある。ダンファームリンでは、図書館の入口上部に、カーネギーの名前とともに「光あれ」（Let there be light）という標語と太陽の彫刻が装飾されている。アメリカ合衆国で最初のカーネギー図書館は、1889年にカーネギー・スチール社の所在地ペンシルベニア州ブラドックで建てられた。当初、カーネギーは自分が興味を持った町にしか寄付をしなかった。1890年代からは、彼の財団により寄付の範囲を拡大し、膨大な数の図書館が建てられるようになった。図書館設立の波は、南北戦争後に訪れた婦人会の設立ラッシュと同時に起こった。婦人会は図書館設立に尽力した団体であり、長期に渡る資金援助を行ったり、自治体に対してロビー活動を行い図書館運営や書籍収集などの支持を求めたりした。この結果、アメリカ国内の自治体にある図書館の75-80%が設立されるに至った。
カーネギーの信念によれば、彼が寄付金を与える相手とは「勤勉で野心的な人々であり、助けてもらうことに身を委ねず、自助を熱望しこれを成し遂げることができる人々であり、他者からの助けにより恩恵を受けることが出来、また助けを享受するに値する人々」であった。人種隔離時代のアメリカ合衆国では、黒人は公共図書館への立入りが拒否されるのが普通であった。カーネギーは図書館に対して人種差別中止を要求することはせず、代わりにアフリカ系アメリカ人用に隔離された図書館に対して資金援助を行った。例えばヒューストンには、彼が資金援助を行ったカラード・カーネギー図書館があった。
カーネギー図書館の建物は個性的なものがほとんどであり、その建築様式も、ボザール様式、イタリア・ルネサンス様式、バロック様式、古典復興様式、スパニッシュ・コロニアル様式など多岐に及ぶ。スコティッシュ・バロニアル様式は、カーネギーが生まれ育ったスコットランドの図書館に見られる。図書館の建物をどのような様式に基づいて設計するかは、各自治体に委ねられている。しかし時が経つにつれ、カーネギーの秘書だったジェームズ・バートラムは、カーネギーの雰囲気とかけ離れた様式が次々と採用されていく状況を見て、憤りを感じていたようである。カーネギー図書館の建物に大体共通する特徴として、いずれもシンプルでやや堅苦しいものが多く、利用客を歓迎する壮麗な入口は、ほぼ例外なく階段が付いている。この入口の階段は、学びによる人の向上を象徴している。同様に図書館の外には、啓蒙（enlightenment）を象徴するランプポストかランタンが設置されている。
20世紀の初めでは、アメリカ合衆国の小さな自治体ではカーネギー図書館が町一番のランドマークになることが多かった。

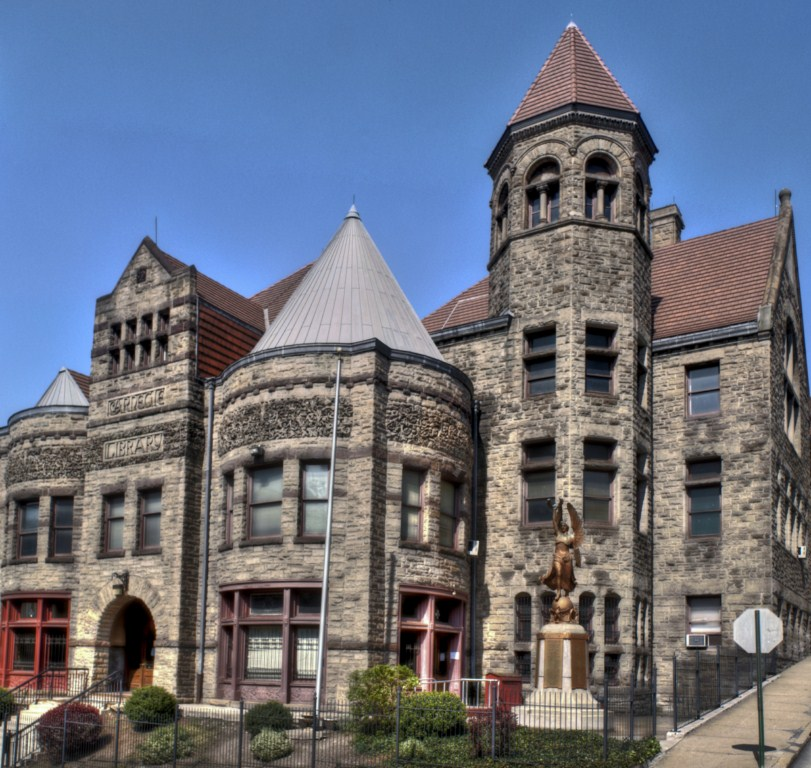
Carnegie Free Library of Braddockは、1888年建立の米国最古のカーネギー図書館である。
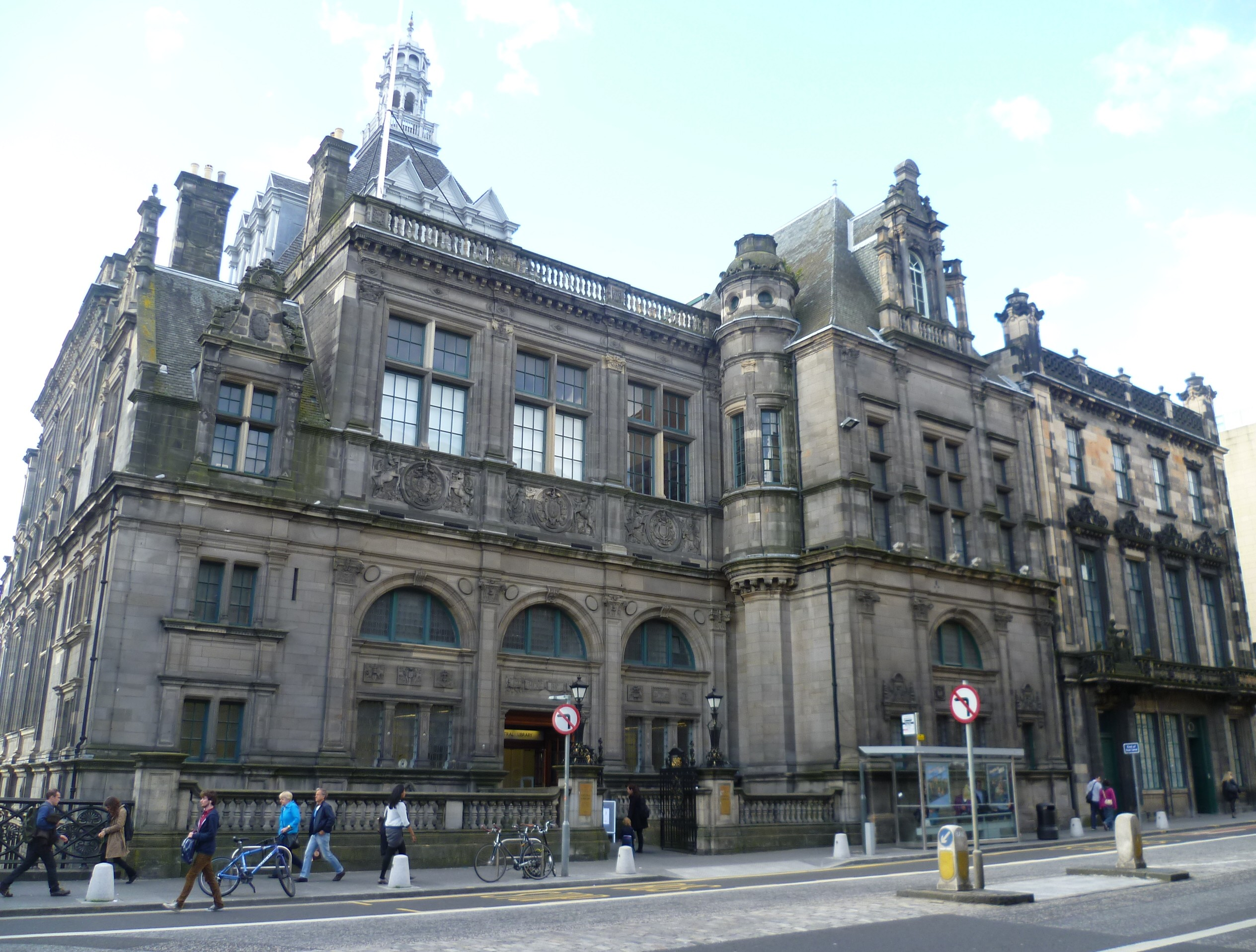
1890年開館のCentral Library, Edinburgh
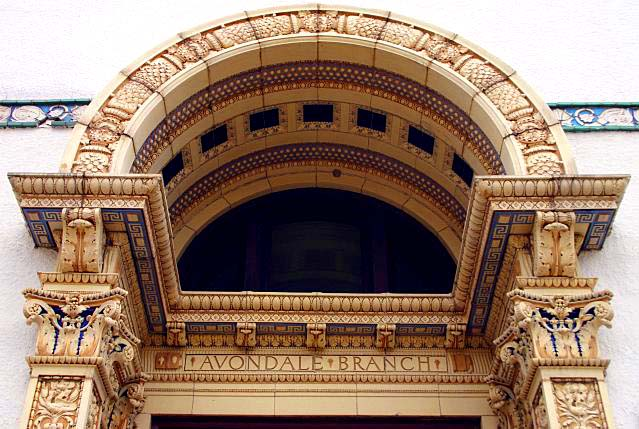
シンシナティ・アヴォンデール地区のカーネギー図書館入口 (1902年、スペイン植民地様式)
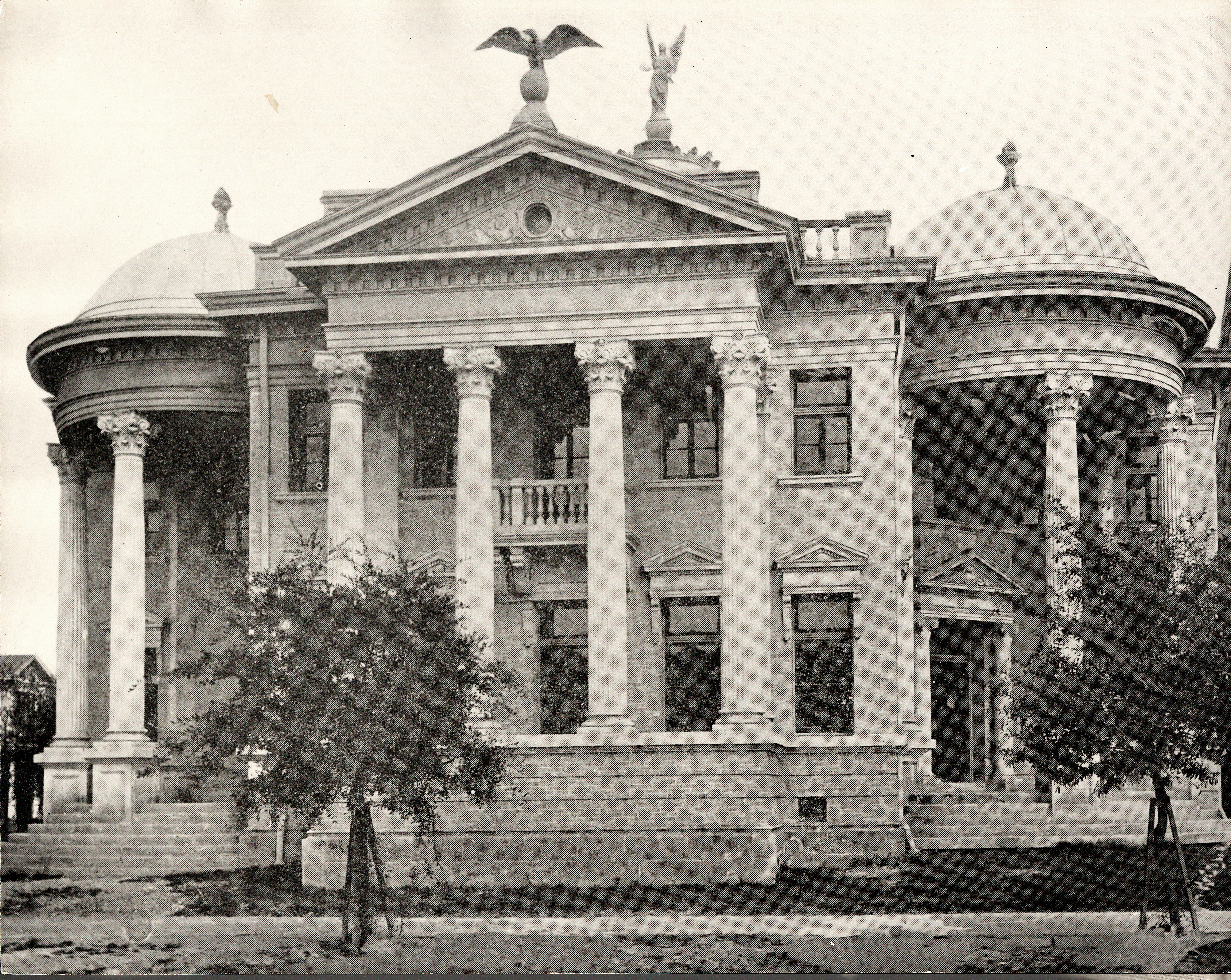
ヒューストンのカーネギー図書館 (1904年)
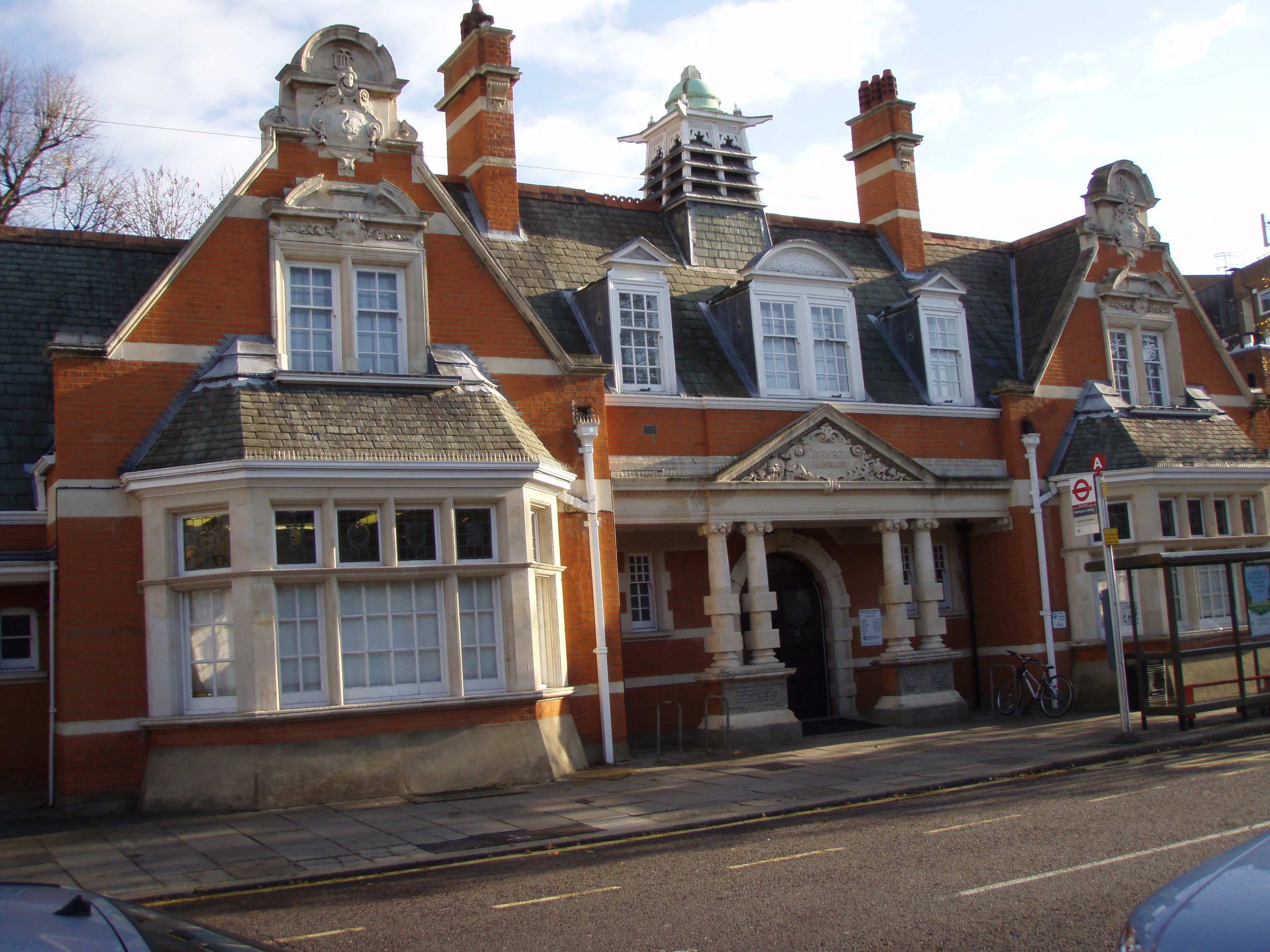
英国・テディントンのカーネギー図書館。1906年建立のエドワード・バロック様式建築。
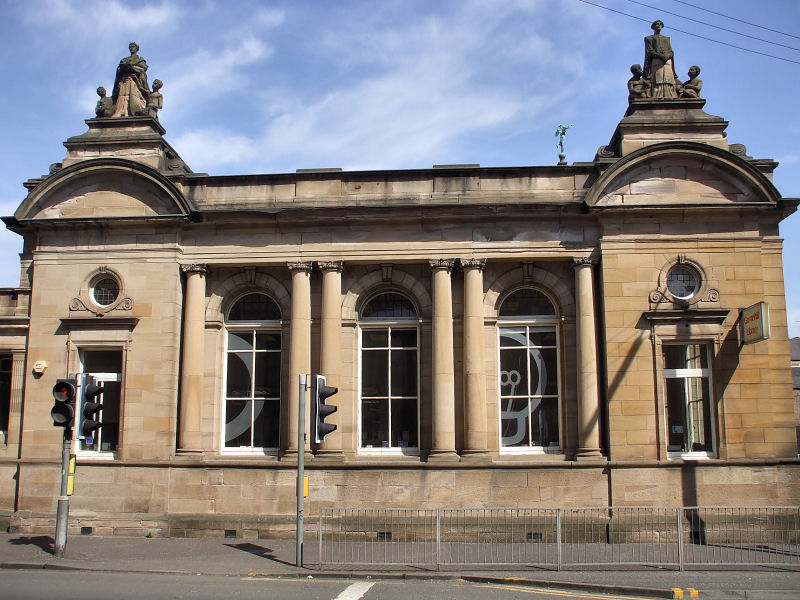
1906年建立のスコットランドのGovan & Crosshill District Library
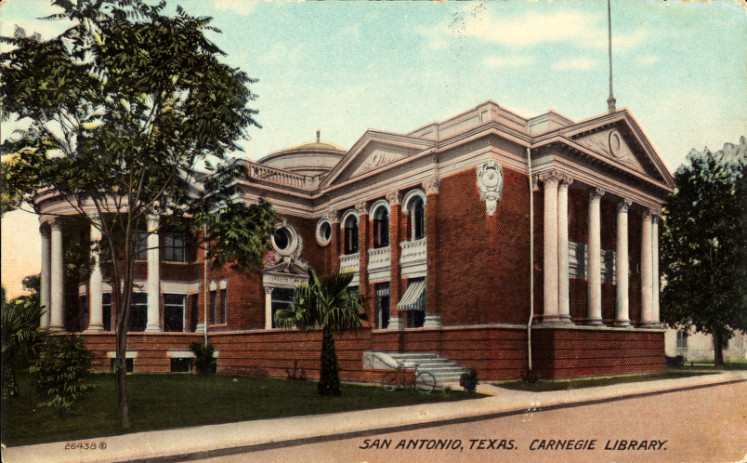
サンアントニオのカーネギー図書館 (1900-1924)
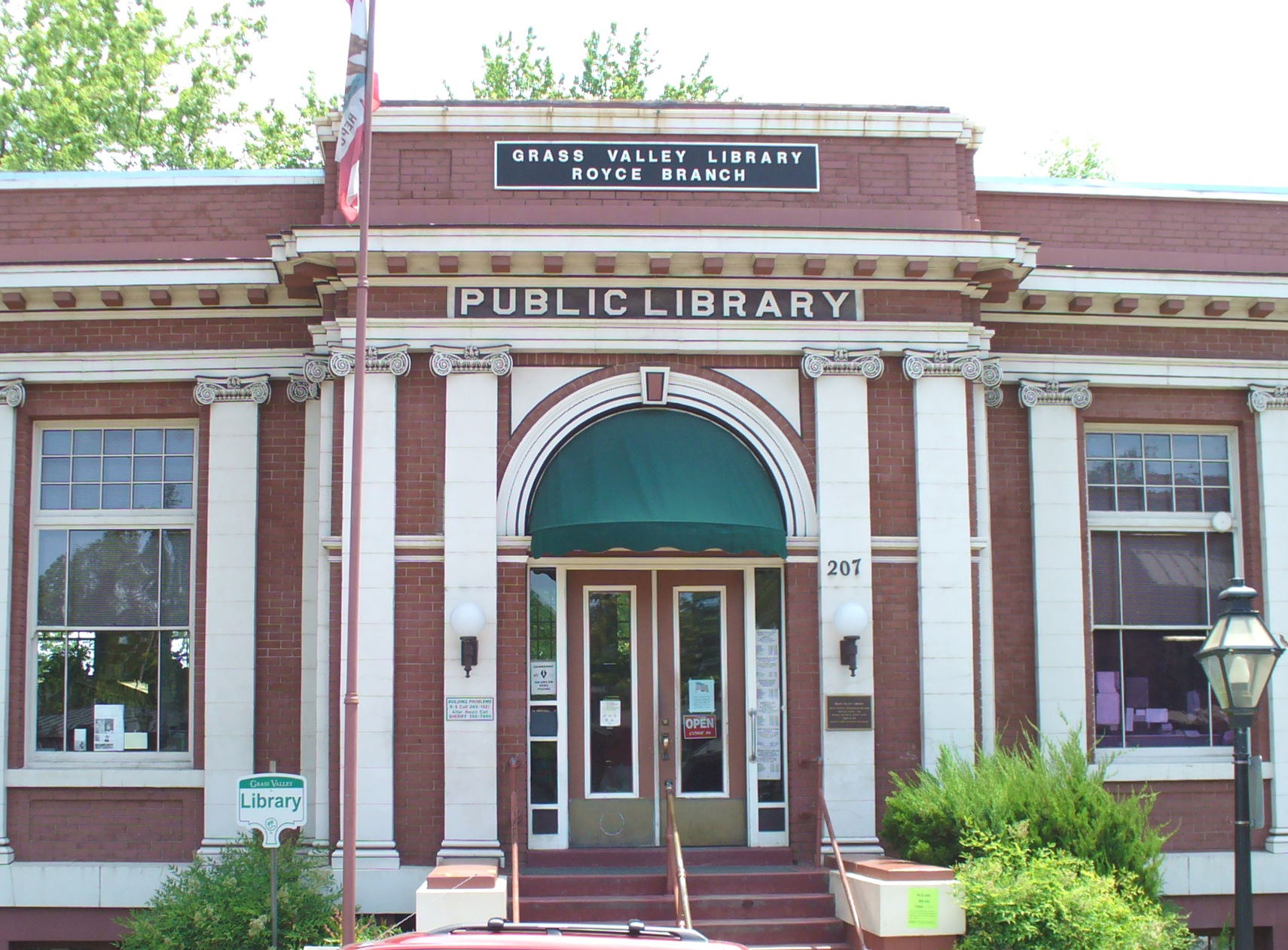
1916開館のグラスバレーのカーネギー図書館 (新古典主義建築)
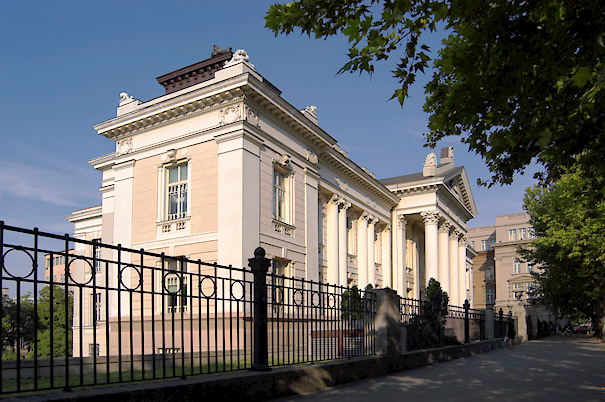
1921年建立のセルビア・ベオグラードのカーネギー図書館 (ベオグラード大学図書館)
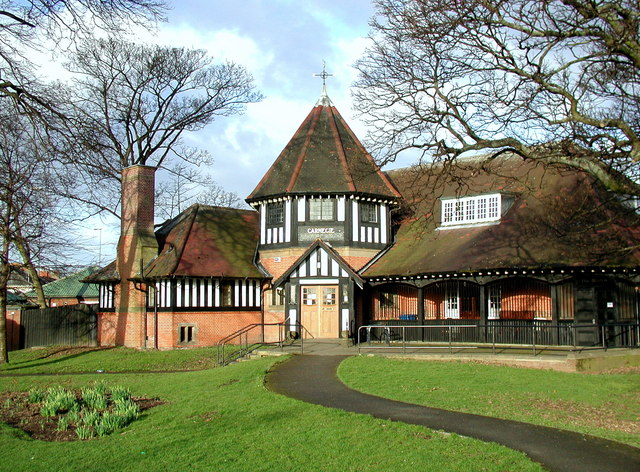
英国・キングストン・アポン・ハルのカーネギー図書館。現在はCarnegie Heritage Centre.
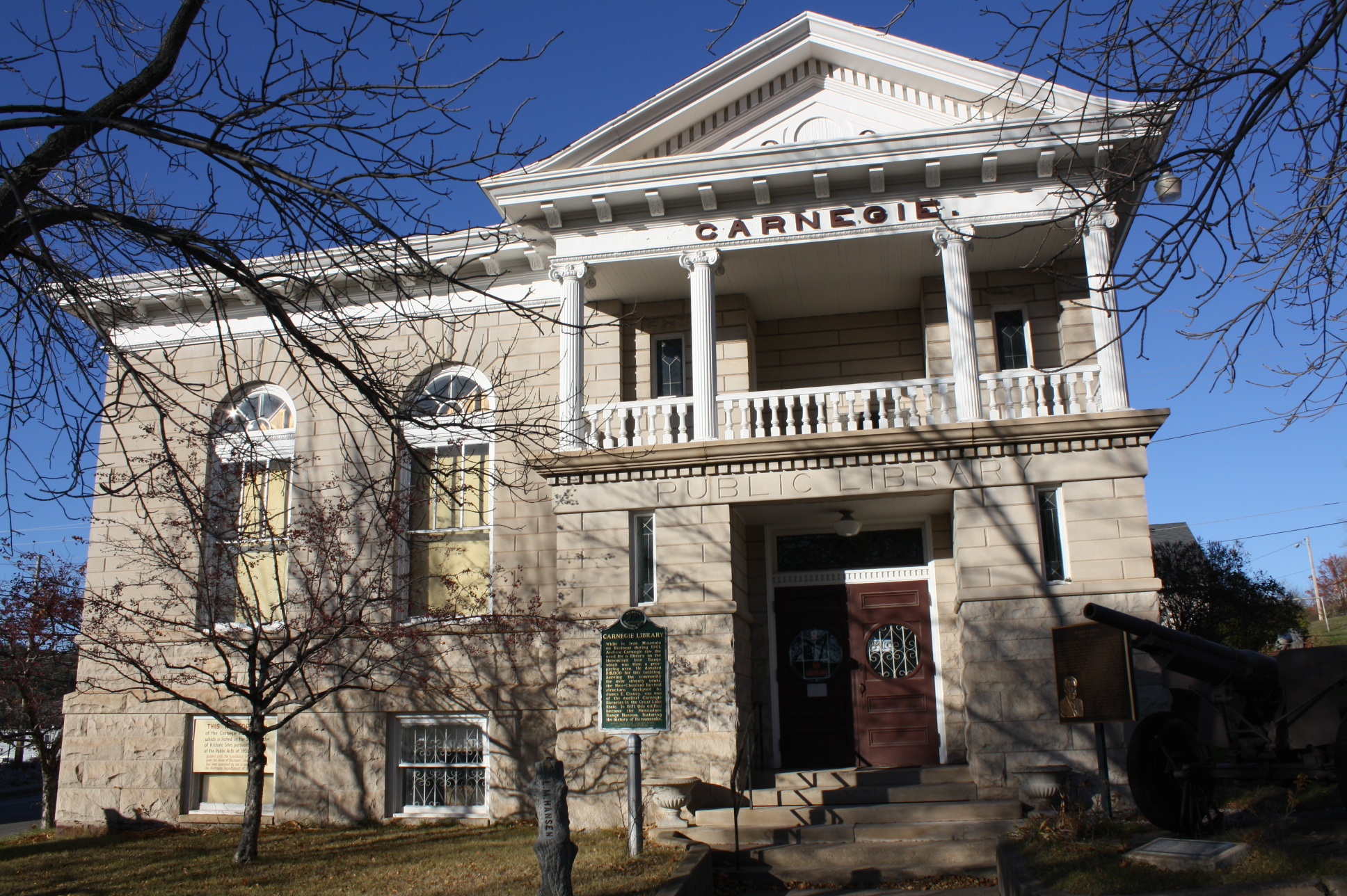
ミシガン州・Iron Mountainのカーネギー図書館。現在は歴史博物館。
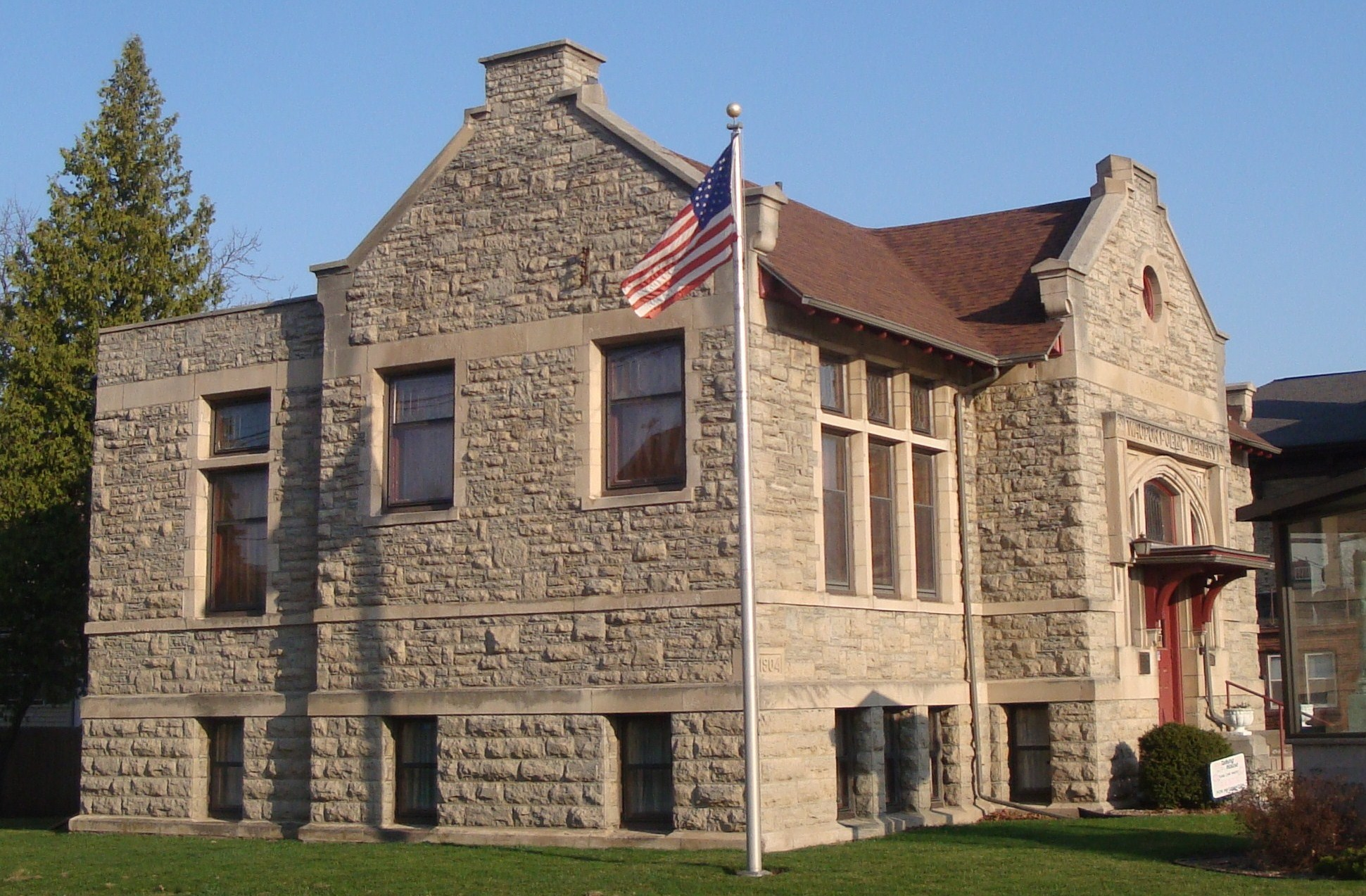
ウィスコンシン州のカーネギー図書館
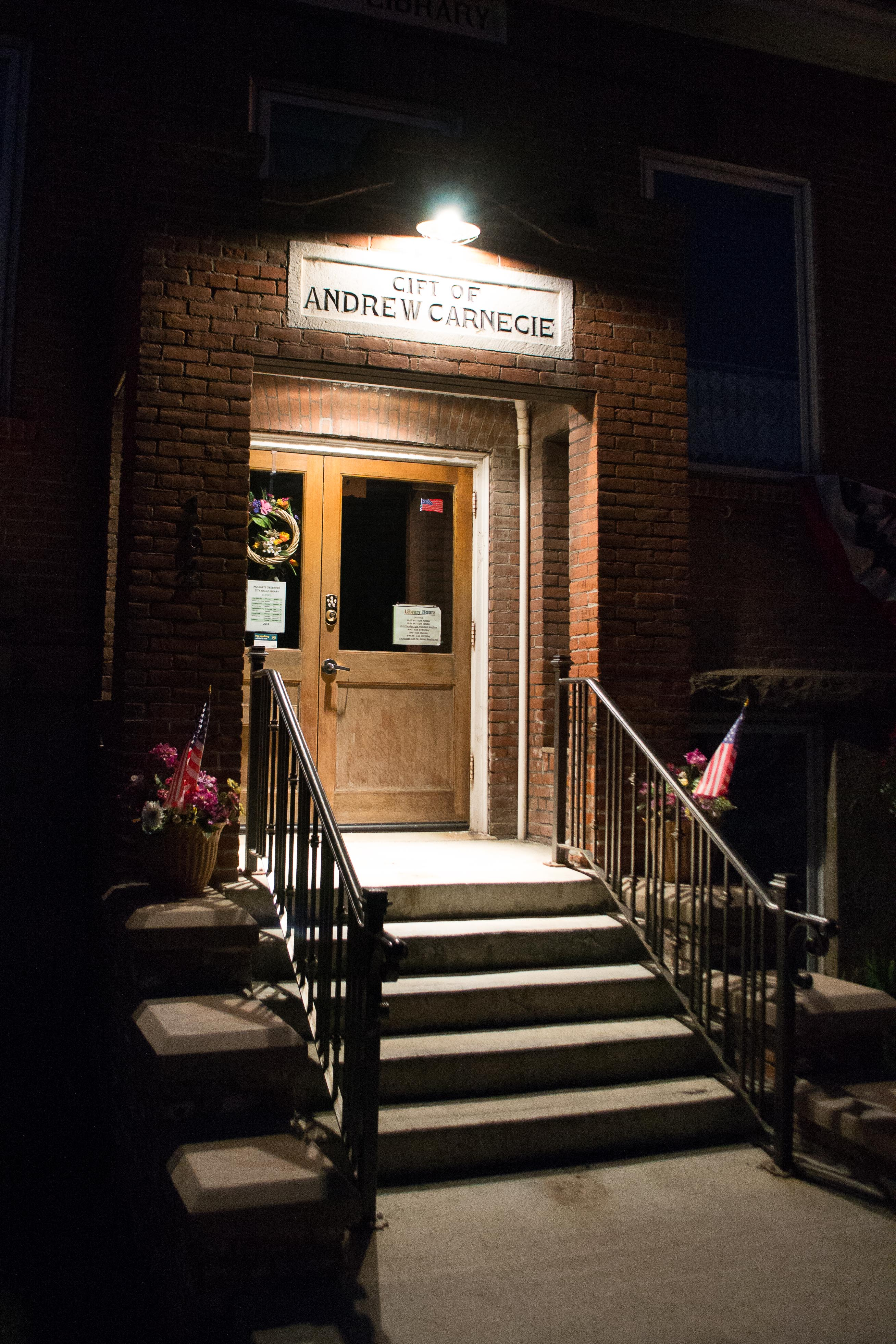
オレゴン州ユニオン郡のカーネギー図書館

## 背景
カーネギーにとって本や図書館は、スコットランドで過ごした子供時代からずっと特別な存在であった。子供の頃カーネギーは、父が設立に携わった地元のトレーズマンズ・サブスクリプション・ライブラリーで、本の読み聞かせや話し合いを聴いては楽しんだ。その後、アメリカ合衆国に渡り、ペンシルベニア州アレゲニーで地元の電信会社に勤めていた時は、ジェームズ・アンダーソン大佐の個人図書館に通って本を借りていた。アンダーソンは、毎週土曜日になると部下を対象に蔵書を公開していたのだった。カーネギーは自伝の中で、アンダーソンの名を挙げて（本を読むことができなかったとされる）「働く少年たち」に知識を与え、自己向上のチャンスを与えてくれた、と述懐している。またカーネギーは、移民でありながら他者の協力とともに富を築いていった個人的な経験も手伝って、「勤勉に働けば成功できる」という素晴らしい社会に対する確信を強めていった。この確信は、カーネギーの寛大の哲学にとって、また自己表出であるカーネギー図書館の理念にとって、重要な要素となっていた。

## カーネギー・フォーミュラ
カーネギー図書館はほぼ全て、寄付金を受け取る町が守らなければいけないルール「カーネギー・フォーミュラ」に従って設立されている。そのルールは以下の通り。
- 町は公共図書館の必要性を説明すること。
- 図書館を建てるための土地を用意すること。
- 毎年、図書館建設の費用の10%を運営費として用意すること。
- 事業は無料であること。

カーネギーはアシスタントのジェームズ・バートラムに寄付金申請の合否決定権を与えた。そこで、バートラムは「質問予定表」を作成する。この予定表には次のような質問が並んでいた。
- 町の名称は？地位は？人口は？
- 町内には既に図書館があるか？、
- 既に図書館があるとすれば、所在地はどこか？公立か私立か？
- 何冊蔵書してあるか？
- 町有地は利用可能か？

特に、住民が図書館設立に対して意向を示すことや、政府が図書館運営のために税率を引き上げることなどは必須要件である。寄付金は一回で全額支給される訳ではなく、プロジェクトの進行に従って段階的に支払われる。寄付の記録は「デイリー・レジスター・オブ・ドネーションズ」に収められている。例えば1908年の記録を見てみると、毎日10から20のエントリーがあったことが読み取れる。この年度は、アメリカ合衆国とイギリスの図書館や教会オルガンに対して毎日寄付金の贈与が行われていた。
各自治体に配当された寄付金の合計金額は、アメリカ合衆国国勢調査の記録と照らし合わせると1人あたり2ドルという計算になる。多くの自治体が公共機関を設立するチャンスを狙っていた。この事業を運営していたカーネギーの秘書ジェームズ・バートラムは、自治体に対して常になんらかの要求を行った。
カーネギーの図書館に関する慈善事業は、社会に大きな影響をもたらした。アメリカ合衆国で自治体の成長や図書館の拡大が最も盛んだった時期に、ちょうどカーネギーが図書館事業を行ったのである。1890年までに州の多くは公共図書館の設立に積極的に乗り出しており、図書館を収めるための新しい建物の需要が高まっていたため、カーネギーの寄付金提供はまさに渡りに船であった。カーネギーが図書館に関心を示し、その重要性に対する信条をはっきりとした態度で示したことで、図書館はその発展に対して大きな貢献を享受するに至ったのである。

## 開架式書架

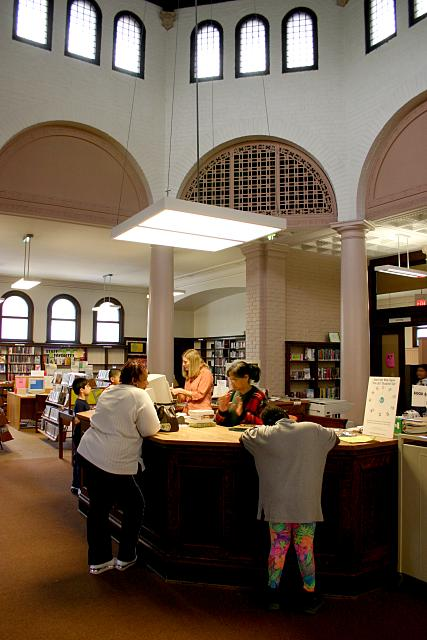
オハイオ州シンシナティのカーネギー図書館内部。オープンな保管書棚はカーネギー図書館ではよく見られる。

最初の5つのカーネギー図書館は、当時の図書館にとっては一般的な方法であった閉架式書架に従っていた。
公にされていない閉架式書架から本を持ってきて出納机(delivery desk)のところに持ってくるよう、利用者は図書館スタッフに要請していた。
運営コストを削減するため、カーネギーは、本館のあとに作られたピッツバーグ近郊のいくつかの分館の開設とともに当時にとっては革命的な開架式またはセルフサービスの書架方針を創りだした。この流れにそった過程は利用者に書棚へのオープンアクセスを許した。カーネギー図書館の設計者達は、一人の利用者が全体の運営を見渡せるようにピッツバーグ近郊のいくつかの分館を設計した。
　本やその他の物品の窃盗は、電子的窃盗防止器具以前であるこの時代では主な関心ごとであった。
したがって、伝統的な閉架式図書館で使われていた出納机にかわる図書館のサーキュレーションデスクは、戦略的に正面入口のちょうど入ったところに置かれていた。
近代図書館で用いられてきた出納机より大きく、威圧的なことにサーキュレーションデスクはロビーの幅いっぱいに広がっており、正面入口と書物室の物理的精神的障壁としての役割を演じた。数十年後、ピッツバーグホームウッド分館の館長のジョイス・ブロードスJoyce Broadus はフロントデスクのこのデザインを”戦艦”と呼んだ。
最初に開設された“開架式”の分館は、ローレンスヴィルLawrencevilleにある、アメリカで六番目に開設されたカーネギー図書館であった。二番目はウェストエンド分館－アメリカでの八番目のカーネギー図書館－であった。Patricia Lowry はこう記述する。
「単にロビーを超えた位置づけで、もはや出納机ではないサーキュレーションデスクは、ローレンスヴィルの中央ステージを占めていて、その両脇にある回転ドアを通り、図書館利用者の油断のない視線のもとで利用者に続けざまに開架式書棚へのアクセスを認められた。窃盗を防ぐために、書架は放射状のパターンに配置されている。
ロビーの両側面には一般読者室があり、図書館としては初めての子供のための部屋がありました。読書室は腰の高さからなるガラスの壁によってよく見えるように分けられている。」
建築史家であり、Cincinnati 大学の教師であるWalter E. Langsamはこう書いている。
「開架式書架は人々に閲覧することを奨励する、人々は自分が読みたい本を自分自身で選ぶことができるため、カーネギー図書館は重要である。」
この開架式の方針は、閉架式を採用していたそれ以前に開設された図書館にも最終的に採用されるようになった。

## 継続する慈善活動
カーネギーは、その慈善活動を公益信託に寄託したことから、現在までその活動は継続されている。しかし、慈善信託はカーネギーの生前から、図書館の設置に関わる活動を縮小していった。今日でも活動自体は継続しており、例えば南アフリカなど一部の地域では、図書館プロジェクトが継続している。
カーネギーが資金援助を行った図書館の内、数百の建物は今では図書館としての役目を終え、博物館、地域センター、事務所、住宅などに使用されている。それでも、アメリカにある半数以上のカーネギー図書館は、建造から一世紀以上経った今日でも中低所得者層が多く住む地域などを中心に、図書館としての機能を保っている。例えば、ニューヨーク市のニューヨーク公共図書館システムでは、図書館システムを構成する39の建物のうち、31がカーネギーが出資した図書館である。同様に、ピッツバーグの公共図書館システムは、本館および18の分館がカーネギー図書館であり、「ピッツバーグ・カーネギー図書館」という名称で知られる。

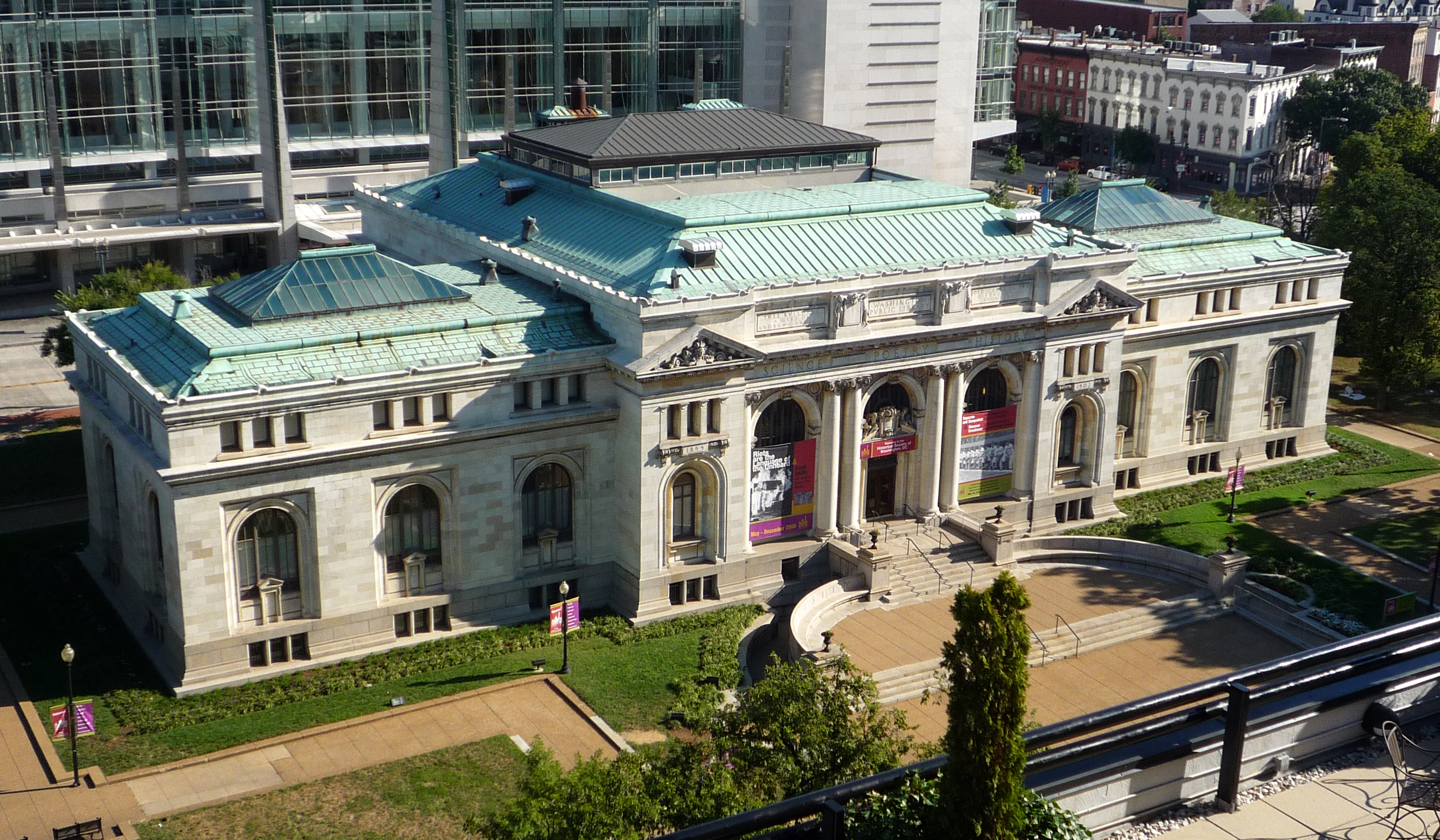
ワシントンDC歴史協会の建物は元々カーネギー図書館であり、現在ではアメリカ合衆国国家歴史登録財に指定されている。

1940年代後半、ニューヨーク・カーネギー財団（Carnegie Corporation of New York）は、アンドリュー・カーネギーが自治体の公共図書館や教会オルガンの設置のために行った寄贈品や助成金に関する資料のマイクロフィルム化に着手した。その後、原本は廃棄された。現在、各資料を収めたマイクロフィルムは、コロンビア大学の希少本・手稿図書館が所有するニューヨーク・カーネギー財団記録コレクションの一部として研究用に公開されている。不幸にも、各カーネギー図書館の写真や設計図のマイクロフィルム化は行われなかった。マイクロフィルム化された資料の内訳は、往復書簡、記入された申請書や質問表、新聞の切り取り、イラスト、建物の寄贈に関する文書など、多岐に渡る。イギリスでの活動に関しては、各種資料はエディンバラに収められている。
1930年代より、国立公園局の歴史的アメリカ建築調査プログラムの下、一部の図書館はその構造が綿密に計測・文書化され、写真に収められた。また、現地の歴史協会が並行してその他資料を整理した。アメリカ合衆国にあるカーネギー図書館は、今日における用途に関わらず、その多くが国家歴史登録財に指定されている。

## カーネギー図書館の一覧
- アフリカ・西インド諸島・オセアニアのカーネギー図書館の一覧（en）
- カナダのカーネギー図書館の一覧（en）
- ヨーロッパのカーネギー図書館の一覧（en）
- アメリカ合衆国のカーネギー図書館の一覧（en）